# Kathedraal van de Verrijzenis van Tomas de Apostel
De Kathedraal van de Verrijzenis van Tomas de Apostel (Pools: Katedra Zmartwychwstania Pańskiego i św. Tomasza Apostoła) is een 16e-eeuwse kathedraal in de Poolse stad Zamość. Het bouwwerk is een beschermd architectonisch monument.

## Geschiedenis
De oorspronkelijke kapittelkerk is in 1587 door de edelman Jan Zamoyski als aangewezen mausoleum ducis magni gesticht. De kerk is naar het ontwerp van de Italiaanse architect Bernardo Morando gebouwd, maar bouwwerkzaamheden aan de kerk werden pas in 1637 voltooid. Uit deze periode stamt de maniëristische facade en het kenmerkende versierde gewelf. De buitenkant is tussen 1824-1826 herbouwd in de neoclassicistische stijl. De kerk werd in 1992 in opdracht van Paus Johannes Paulus II verheven tot kathedraal.

### Architectuur
De kathedraal is een basiliek met een driezijdige schip met een ingesloten koor en rijen kapellen langs de gangpaden. Het ontwerp van Heilige Katharinakerk is gebaseerd op die van de kathedraal.

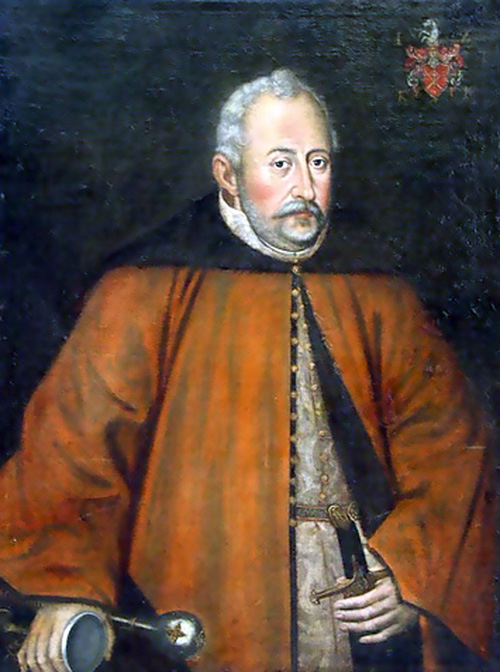
Jan Zamoyski, de stichter van de kerk